# Aprepes
Aprepes — подрод долгоносиков рода листовых слоников.

## Описание
Крыльев нет. Плечи надкрылий округлённые. Тело широкое, сильно выпуклое, длиной не менее 5,5 мм. Внешне напоминают скосарей. Опушение редкое, бока переднеспинки и надкрылий в более или менее густых ланцетовидных коричневатых или зеленоватых чешуйках.Если плечевые бугорки явственные, то тело в овальных зелёных чешуйках, переднеспинка матовая, густо покрыта мелкими точками, наружный край переднеспинки голеней уплощён. Головотрубка шире своей длины, немного уже головы. Усики толстые, первый и второй сегменты жгутика усиков не более чем в два с половиной раза длиннее своей ширины. Бёдра с маленькими острыми зубцами, сильнее развитыми на переднем бедре. Голени на вершине расширены.